# SG 09 Kirchhof
Die Sportgemeinschaft 1909 Kirchhof e. V. ist ein Sportverein aus Kirchhof, einem Stadtteil von Melsungen im nordhessischen Schwalm-Eder-Kreis.
Er wurde durch die Erfolge seiner Frauenhandballmannschaft überregional bekannt.

## Der Verein
Die SG 09 Kirchhof ist der größte Verein in Kirchhof mit knapp 400 Vereinsmitgliedern. Der Verein bietet die Abteilungen Handball, Tischtennis, Tennis, Turnen und Gesang an. Die Handballsparte hat den Verein bundesweit bekannt gemacht.

## Handballerinnen
Im Jahr 1966 entschließen sich der Vorsitzende des Vereins Fritz Gießler und der Handballabteilungsleiter Hans Schomberg, eine Damenhandball-Mannschaft zu gründen. Die beiden werden aktiv und gewinnen Karl Kuppstadt von der MT Melsungen. Dieser soll die Aufgabe des Trainers übernehmen und bringt zugleich drei seiner fünf Töchter mit zu den Grün-Weißen. Hans Schomberg bezahlt spontan den ersten Satz Trikots.
Gleich in ihrer ersten Saison 1966/67 holt sich die SG die Kreismeisterschaft. 1970 steigt die Mannschaft in die Bezirksklasse auf, wird auf Anhieb Vizemeister und qualifiziert sich 1971 für die Verbandsliga. In der Saison 1973/74 erreicht man auch in der Verbandsliga Platz zwei, wodurch der Sprung in die neu gegründete Regionalliga Südwest (Staffel Nord) gelingt. Die Kirchhöferinnen spielen nun gegen so renommierte Vereine wie TSV Rot-Weiß Auerbach, TV Lützellinden, TV Vorwärts Frankfurt, PSV Grünweiß Frankfurt und VfB Gießen. Auf dem Weg zum Training verunglückt die 20-jährige Gerlinde Dehnhardt tödlich. Am Ende der Spielzeit muss die SG Kirchhof als Tabellenletzter mit 4:22 Punkten sofort wieder absteigen.
Zwei Jahre später, 1976/77, spielt die SG nach dem Gewinn der Hessenmeisterschaft – nun mit allen fünf Töchtern des Trainers – wieder in der Regionalliga Südwest. Und der Mannschaft gelingt der Durchmarsch in die Bundesliga. 1977/78 schafft man dort mit 12:20 Punkten als siebtplatzierte von neun Mannschaften den Klassenerhalt. Ein Jahr später jedoch reichen 6:30 Punkte nicht, um die Klasse zu halten. Von 1979 an spielt die SG 09 Kirchhof ununterbrochen in der Regionalliga Südwest.
20 Jahre später, in der Saison 1998/99, erringt eine neue Generation die Meisterschaft der Regionalliga Südwest und den Aufstieg in die 2. Bundesliga Süd. 2003/04 gelingt dann der SG als Zweitliga-Meister sogar der Sprung in die 1. Bundesliga, der man zwei Jahre lang angehört.
Nach zwei Abstiegen in Folge spielte die 1. Mannschaft 2007/08 in der Regionalliga Südwest, wo sie mit 13 Punkten Vorsprung Meister wurde und die Rückkehr in die 2. Bundesliga schaffte. In der Saison 2008/09 belegte Kirchhof den 12. Platz, wodurch die Mannschaft wieder drittklassig wurde. Im Sommer 2012 kehrte Kirchhof wieder in die 2. Bundesliga zurück. Nach zwei Spielzeiten in der 2. Bundesliga trat Kirchhof den Gang in die Drittklassigkeit an. Im Jahr 2017 kehrte Kirchhof wieder in die 2. Bundesliga zurück. Nachdem die SG 09 Kirchhof im Jahr 2017 das Relegationsspiel gegen TV Aldekerk verloren hatte, stieg die Mannschaft in die 3. Liga ab. Nachdem Kirchhof sechs Spielzeiten in der 3. Liga angetreten war, gelang der Mannschaft im Jahr 2023 die Rückkehr in die Zweitklassigkeit. Nach nur einer Spielzeit stieg Kirchhof wieder ab. Im Jahr 2025 gelang der SG 09 Kirchhof den sofortigen Wiederaufstieg.
Die 2. Damenmannschaft spielt in der Oberliga. Seit 2005 gibt es eine Kooperation mit dem Männer-Bundesligisten MT Melsungen: alle Mädchen spielen in Kirchhof und alle Jungen in Melsungen.

## Größte Erfolge
- Aufstieg in die 1. Bundesliga 1977, 2004
- Aufstieg in die 2. Bundesliga 1999, 2008, 2012, 2015, 2017, 2023, 2025
- Aufstieg in die Regionalliga Südwest 1974, 1976

## Saisonbilanzen seit 1999/2000
| Saison    | Spielklasse                  | Platz | Sp | S  | U  | N  | Tore    | Diff. | Punkte |
| --------- | ---------------------------- | ----- | -- | -- | -- | -- | ------- | ----- | ------ |
| 1999/2000 | 2. Bundesliga Süd            | 8     | 26 | 11 | 1  | 14 | 579:621 | −42   | 23:29  |
| 2000/01   | 2. Bundesliga Süd            | 3     | 26 | 19 | 1  | 6  | 659:578 | +81   | 39:13  |
| 2001/02   | 2. Bundesliga Süd            | 5     | 26 | 12 | 5  | 9  | 715:653 | +62   | 29:23  |
| 2002/03   | 2. Bundesliga Süd            | 2     | 26 | 19 | 3  | 4  | 751:659 | +92   | 41:11  |
| 2003/04   | 2. Bundesliga Süd            | 1     | 28 | 22 | 3  | 3  | 905:745 | +160  | 47:9   |
| 2004/05   | Bundesliga                   | 10    | 21 | 4  | 1  | 16 | 576:635 | −59   | 9:33   |
| 2005/06   | Bundesliga                   | 12    | 22 | 1  | 0  | 21 | 492:724 | −232  | 2:42   |
| 2006/07   | 2. Bundesliga Süd            | 11    | 24 | 5  | 2  | 17 | 593:717 | −124  | 12:36  |
| 2007/08   | Regionalliga Südwest         | 1     | 26 | 23 | 2  | 1  | 917:679 | +238  | 48:4   |
| 2008/09   | 2. Bundesliga Süd            | 12    | 22 | 2  | 0  | 20 | 534:709 | −175  | 4:40   |
| 2009/10   | Regionalliga Südwest         | 8     | 26 | 14 | 0  | 12 | 792:764 | +28   | 28:24  |
| 2010/11   | 3. Liga Frauen Staffel West  | 9     | 26 | 12 | 4  | 10 | 762:729 | +33   | 28:24  |
| 2011/12   | 3. Liga Frauen Staffel Ost   | 2     | 26 | 19 | 0  | 7  | 814:699 | +115  | 38:14  |
| 2012/13   | 2. Handball-Bundesliga       | 12    | 28 | 8  | 3  | 17 | 739:841 | −102  | 19:37  |
| 2013/14   | 2. Handball-Bundesliga       | 14    | 28 | 8  | 5  | 15 | 755:807 | −52   | 21:35  |
| 2014/15   | 3. Liga Frauen Staffel Ost   | 1     | 26 | 21 | 2  | 3  | 758:584 | +174  | 44:8   |
| 2015/16   | 2. Handball-Bundesliga       | 16    | 30 | 5  | 2  | 23 | 742:917 | −175  | 12:48  |
| 2016/17   | 3. Liga Frauen Staffel Ost   | 1     | 22 | 18 | 0  | 4  | 749:531 | +218  | 36:8   |
| 2017/18   | 2. Handball-Bundesliga       | 5     | 28 | 14 | 3  | 11 | 851:820 | +31   | 31:25  |
| 2018/19   | 2. Handball-Bundesliga       | 5     | 30 | 12 | 2  | 12 | 885:848 | +37   | 34:26  |
| 2019/20   | 2. Handball-Bundesliga       | 12    | 22 | 7  | 1  | 14 | 578:604 | −26   | 15:29  |
| 2020/21   | 2. Handball-Bundesliga       | 12    | 26 | 06 | 01 | 19 | 618:718 | −100  | 13:39  |
| 2021/22   | 3. Liga Frauen Staffel C     | 2     | 22 | 16 | 1  | 5  | 552:459 | +93   | 33:11  |
| 2022/23   | 3. Liga Frauen Staffel West  | 2     | 20 | 17 | 0  | 3  | 595:449 | +146  | 34:6   |
| 2023/24   | 2. Handball-Bundesliga       | 14    | 30 | 07 | 04 | 19 | 840:906 | −66   | 18:42  |
| 2024/25   | 3. Liga Frauen Staffel Mitte | 2     | 22 | 16 | 0  | 6  | 726:611 | +115  | 32:12  |

|  | Aufstieg |
|  | Abstieg  |

## Trainer seit 1995
- seit 2025 Christian Denk
- 2024 – 2025 Sascha Heiligenstadt
- April 2024 – Juli 2024 Christian Denk
- 2022 – April 2024 Martin Schwarzwald
- 2021 – 2022 Christian Denk
- 2021 – 2021 Dragos Negovan
- Dezember 2020 – Mai 2021 Martin Denk
- 2020 – 2020 Gernot Weiss
- 2016 – 2020 Christian Denk
- 2015 – 2016 Christian Caillat
- 2014 – 2015 Markus Berchten
- 2012 – 2014 Gernot Weiss
- 2010 – März 2012 Mike Fuhrig
- 2009 – 2010 Dieter Eckel
- Februar 2007 – 2009 Udo Horn
- Mai 2006 – Februar 2007 Mile Malesevic
- Februar 2006 – Mai 2006 Udo Horn/Berthold Denk
- Mai 2002 – Februar 2006 Gernot Weiss
- Mai 1995 – Mai 2002 Jürgen Steinbach